# Dramatično društvo
Dramatično društvo je bilo prva gledališka organizacija na Slovenskem, ki je delovala med letoma 1867 in 1920. Prizadevala si je za poklicno slovensko gledališče.

## Zgodovina
Zamisli o večjem dramskem in gledališkem delu so kmalu postale bolj ambiciozne in so postopoma začele presegati zmožnosti ljubljanske čitalnice, ki ni več mogla združevati toliko različnih in velikih interesov.
Zato so leta 1867 ustanovili Dramatično društvo s sedežem v Ljubljani in v cilje zapisali tudi približevanje sporedu Deželnega gledališča. Za tako ambiciozne cilje jim je manjkal predvsem dober orkester in šolani pevci solisti; zborovski pevci so dobili zadovoljivo podlago že pri čitalnici. 
Zato so ustanovili posebno pevsko šolo, ki je kmalu dala prve rezultate. Orkester pa so si največkrat sposodili kar z najemom vojaške godbe. Nemško deželno gledališče je v novoustanovljenem društvu začutilo konkurenco in jim je zato večkrat s sebi naklonjenim deželnim odborom nasprotovalo in nagajalo. Prvi glasbeni vodja gledaliških predstav je postal Anton Foerster, skladatelj in organist češkega narodnosti. Ker so bili cilji jasno začrtani, so postopoma začeli uprizarjati najprej odlomke iz operetnih del Barbiera, Offenbacha, Donizettija, kasneje tudi operne. Tako so na pomlad leta 1871 že izvedli večji prizor iz Verdijevega Trubadurja z domačim ansamblom. 
Junija 1872 so v Ljubljani ustanovili še Glasbeno matico, ustanovo za gojitev narodne pesem in slovenske glasbene literature. 
Tudi za domačo glasbeno-gledališko poustvarjalnost je to leto zelo pomembno. Takrat je nastalo delo, ki se je po svoji zgradbi najbolj približalo operi - Gorenjski slavček.
Od leta 1892 je društvo delovalo v novih prostorih ljubljanske opere.